# Billie the Vision and the Dancers
Billie the Vision and the Dancers è un gruppo di indie pop svedese contemporaneo caratterizzato da ritmiche solari ed ottimiste, ma con una commistione di sonorità e testi impegnati che sono più dell'universo indie.

## Storia del gruppo
Il gruppo nasce a Malmö nel 2004 quando un cantautore originario di Bräkne-Hoby, Lars Lindquists, nel pianificare il suo primo album, si rende conto che i suoi scritti avrebbero avuto un suono migliore se suonati da una band. Coinvolge, allora, cinque vecchi amici nel progetto, fonda una etichetta discografica indipendente, la Love will pay the bills e con il nome Billie the Vision and The Dancers mette i commercio il primo disco, I was so unpopular in school and now they´re giving me this beautiful bicycle, ricevendo un ottimo riscontro dalla stampa indipendente svedese (nomination al Manifest) sia per la qualità dei pezzi che per la decisione rivoluzionaria di rendere disponibile sul sito ufficiale il download integrale dell'album.
La genesi del secondo album è più complessa, anche per via dello scarso budget dell'etichetta discografica di Lindquists, ma dopo alcune sessioni di registrazione in uno studio costruito in una casa in affitto in campagna, nel 2005 il concept album The world according to Pablo è messo in commercio e riscuote un notevole successo di vendite e soprattutto di download, oltre ad una nuova nomination al Manifest.
La grande notorietà e la base di appassionati raggiunti, rigorosamente autoproducendo, dal gruppo li lancia in una stagione invernale più che positiva. Nel novembre 2005 sono la band di apertura delle Pipettes in Svezia, Inghilterra, Germania e Italia, per poi dedicarsi ad un tour proprio in tutto il territorio svedese, con tappe anche nelle scuole e negli istituti di detenzione. L'affluenza di pubblico ad alcuni festival indie del paese ribadisce l'elevato grado di fedeltà degli appassionati. Con questi numeri, fatti di 8000 copie vendute ed oltre 100.000 download, il gruppo pubblica il terzo album nell'aprile 2007: Where the ocean meets my hand.
Esce poi nel 2008 I Used to Wander These Streets, patrocinato fra l'altro da un'etichetta italiana, la Tea Kettle Records, regalando quindi un mini tour italiano agli ancor sparuti fan.

## Il sound
La band parte da un immaginario pop solare e scanzonato con una ricca sessione di fiati e chitarre pulite, spesso acustiche su di una trama messicheggiante ed evasiva. A questo elemento si aggiungono delle commistioni post-grunge alla Barenaked Babies e pezzi di stampo più intimista e sussurrato. La summa è orecchiabile e non impegnativa, sebbene i testi, tutt'altro che scontati, diano maggiore peso ai pezzi, discostandoli dal pop mainstream a cui da sempre ci hanno abituato altre band scandinave

## Formazione
- Silvio Arismendi - percussioni
- Maria Carlsson - basso
- John Dunsö - chitarra acustica, voce
- Lisa Haglind - tromba, fisarmonica
- Fia Janninge - percussioni, violino, voce
- Gustav Kronkvist - chitarra
- Lars Lindquist - frontman e voce principale

## Discografia
- 2004 - I Was So Unpopular in School and Now They're Giving Me This Beautiful Bicycle
- 2005 - The world according to Pablo
- 2006 - Where the ocean meets my hand
- 2008 - I used to wander these streets
- 2010 - From Burning Hell to Smile and Laughter
- 2012 - While You Were Asleep